# Sant Serni de Besora
Sant Serni de Besora és l'església parroquial del nucli disseminat de Besora que forma part de l'Inventari del Patrimoni Arquitectònic Català de Navès (Solsonès).

## Situació
L'església s'aixeca al sector de ponent del terme municipal, damunt de la carena de Besora, sota mateix del castell homònim. S'hi va des de la carretera C-26 (de Solsona a Berga), al seu pas pel terme de Navès, al km. 114,2 (42° 00′ 05″ N, 1° 36′ 22″ E / 42.001501°N,1.606178°E). Aquí cal prendre la carretera a Besora i Busa. Carretera asfaltada i ben senyalitzada. Als 2,8 km un trencall a l'esquerra mena a l'església que es veu damunt mateix.

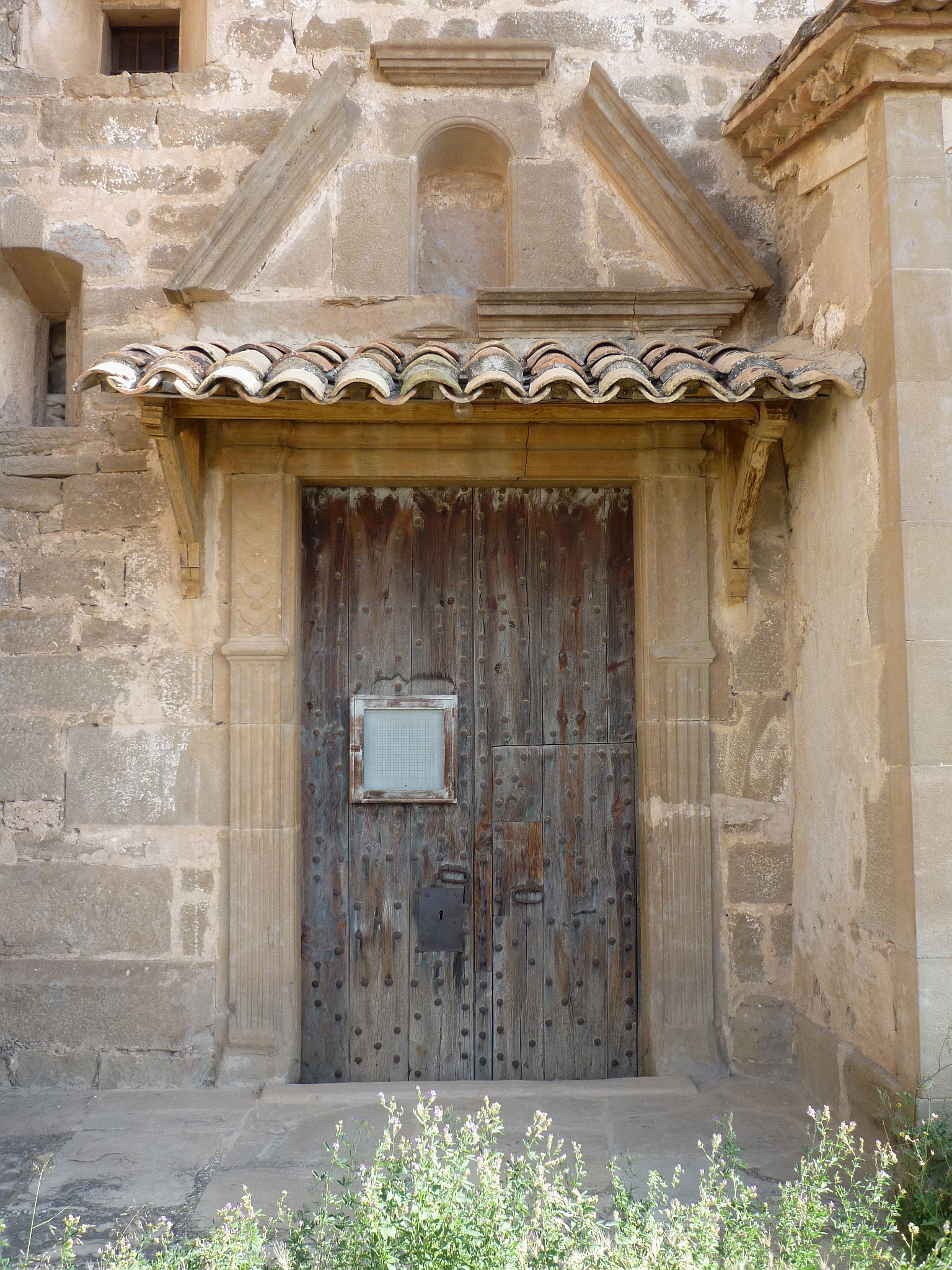
Portal

## Descripció
Església de planta rectangular i teulada a doble vessant amb una sola nau i petites capelles als costats. L'altar major és plateresc. Està orientada nord - sud, la porta és lateral amb portalada típicament neoclàssica.
Hi ha una gran torre campanar de tres cossos amb gàrgoles a la part superior, edificat al segle xviii. El parament és de carreus irregulars sense tallar.

### Notícies històriques
De la parròquia de Besora es tenen notícies des de l'any 839, en l'Acta de Consagració de la Catedral d'Urgell. Al segle xvii, ja s'havia fet vella i perillava. El bisbe de Solsona, va ordenar que se'n construís una de nova més avall que la primitiva i millor situada, al centre del terme.
L'església es va fer de nou i es va començar el 2 d'abril de 1651 pel rector Pere Condó. No es va edificar al lloc que volia el bisbe sinó que aprofitant la pedra de l'església vella, es va fer uns dos-cents metres més avall. Entre el 1684 i el 1688, l'escultor de Solsona Joan Balius va construir l'altar major (600 lliures) i va ser daurat per Joan Andreu, daurador de Sant Llorenç de Morunys. Abans i després, es van fer altres cinc altars.
Al segle xviii, es va edificar el campanar.